# Khotso Sethunsa
Khotso Sethuntsa (1898–1972) fue un herbolario africano que vivió en la ciudad de Lusikisiki, en el Cabo Oriental. A mediados del siglo XX, se lo percibía como un hombre poderoso cuya riqueza fue acumulada a través de su relación con los espíritus del agua, viviendo con su propia sirena serpentina personal en xhosa como uMam'Mlambo y una serpiente/dragón de río . Existe poca evidencia material que respalda sus poderes sobrenaturales; solo existen relatos orales que describen sus talentos. Lo que era ampliamente conocido entre los sudafricanos nativos de la época era que era millonario, tenía 23 esposas y una clientela extensa que incluía a JG Strijdom y Hendrik Verwoerd. : 195 

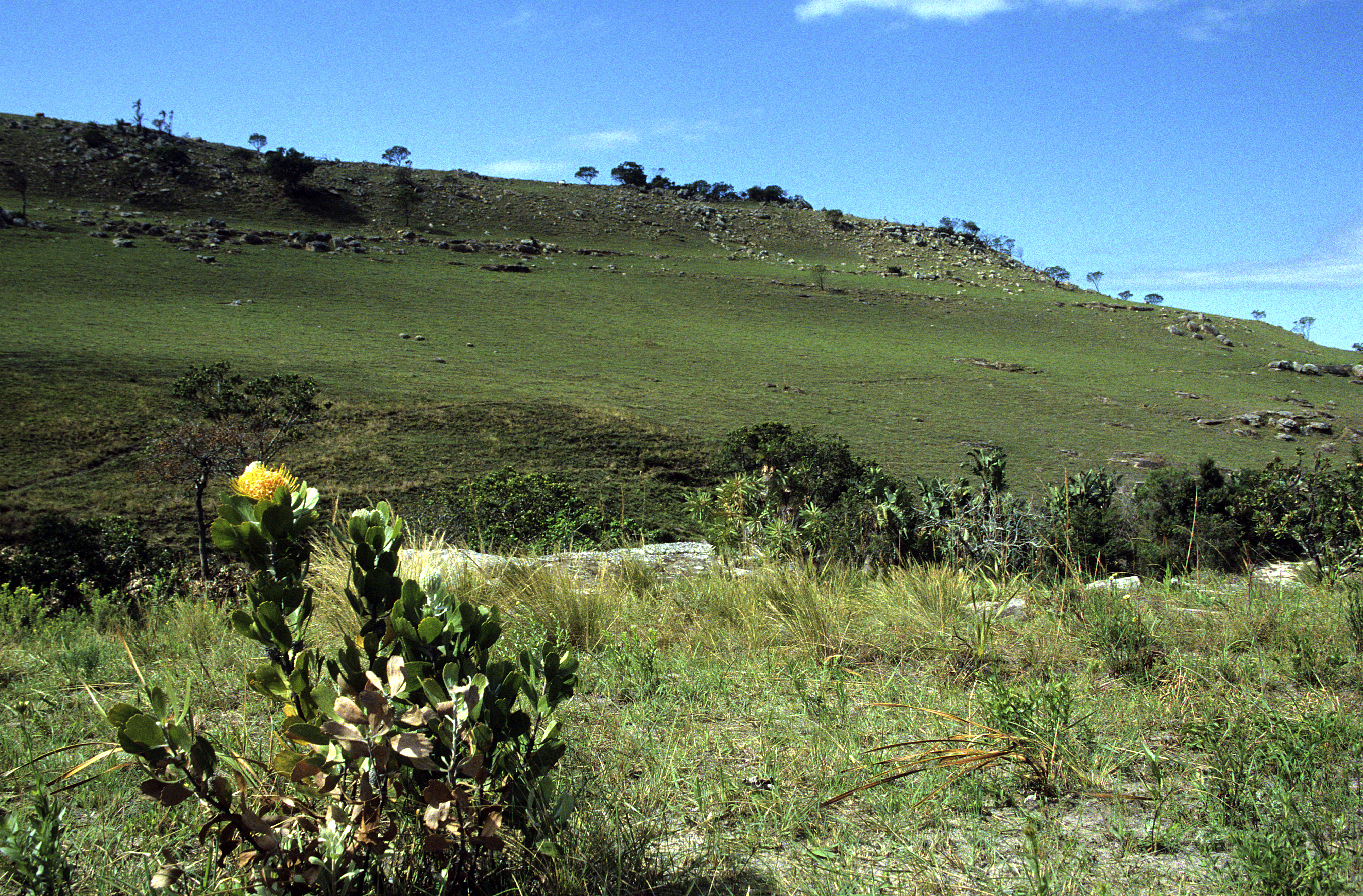
Sethuntsa tenía una gran propiedad en Lusikisiki.

## Educación
Sethuntsa nació en Ha Ramokakatlela, un pueblo remoto en las montañas Maloti, en Lesoto. Se trasladó a Kokstad en la década de 1920, donde construyó su Casa Blanca. Se sabe poco sobre la crianza de Sethuntsa, pero afirmó que sus padres trabajaban en la granja de Paul Kruger y que su padre era el cochero de Kruger. Era ampliamente conocido que Sethuntsa sentía un profundo respeto por Paul Kruger, el primer presidente de la República Sudafricana. Hasta el día de hoy, se pueden encontrar estatuas de Paul Kruger en el complejo de Sethuntsa en Mount Nelson, en Lusikisiki.  Afirmó haber descubierto el cofre del tesoro perdido de Paul Kruger, del que se rumoreaba que valía millones, lo que contribuyó sustancialmente a su lujoso estilo de vida.  : 195 

## Ascenso a la fama
Cuando aún era un joven trabajador agrícola, Sethuntsa tuvo una disputa con el dueño de la granja. Como resultado, el dueño de la granja lo sancionó. Un tornado golpeó la granja y destruyó la casa del propietario. Khotso se atribuyó la responsabilidad del suceso, una noticia que también apareció en el periódico 'The Kokstad Advertiser'. A raíz de este suceso, su fama y leyenda como poderoso curandero comenzaron a crecer.  Se creía que Sethuntsa tenía una relación con los "espíritus del agua", conocidos en xhosa como abantu bomlambo . Se creía que eran dos serpientes diferentes con las que Sethuntsa se comunicaba: inkanyamba, que se creía que otorgaba buena salud, suerte y prosperidad, mientras que mamlambo tenía la capacidad de transformarse en una hermosa pero peligrosa sirena serpentina que podía otorgar poder y riqueza. : 198 Estos “espíritus” inspiraron un procedimiento conocido como ukuthwala, cuyo propósito era generar una riqueza extrema para los clientes de Sethuntsa.  En las creencias tradicionales del sur de África, Ukuthwala suele asociarse con el acto de comprometer el alma y/o las relaciones personales para obtener riqueza. Los habitantes de Kokstad y Pondoland sentían tanto temor como odio hacia Sethuntsa por su aparente poder. Cada año, Sethuntsa celebraba el Día de Kruger organizando una gran fiesta. Su conexión con Kruger era tan profunda que afirmaba haber conversado con Paul Kruger en sus sueños. También se creía que fue Paul Kruger quien le indicó a Sethuntsa en qué caballos apostar en las carreras de caballos con hándicap de julio de Durban. Sethuntsa ganó el Campeonato de Julio de Durban tres años consecutivos, entre 1954 y 1956. : 174, 175 Sethuntsa también era conocido por comprar cada año Cadillacs de lujo con una maleta llena de dinero en efectivo durante la Exposición Agrícola de Kokstad.

## Vínculos políticos
Sethuntsa mantenía relaciones con líderes clave del Partido Nacionalista, incluidos DF Malan, JG Strijdom y Hendrik Verwoerd . Era conocido por ser partidario de las políticas de desarrollo separadas que dieron lugar al sistema de apartheid en 1948. En vísperas de las elecciones de 1948, se cree que Verwoerd, que aún era ministro de Asuntos Bantúes, mantuvo una reunión secreta con Sethuntsa, donde Sethuntsa le dio a Verwoerd un muti especial para asegurar la victoria en las elecciones del Partido Nacionalista. La contranarrativa sostenía que Sethuntsa mantenía estrechos vínculos con Verwoerd y el Partido Nacionalista porque actuaba como agente de inteligencia de Broederbond en la región de Tranksei. : 177  Sethuntsa fue desalojado por la fuerza de su palacio en Kokstad debido a la Ley de Autogobierno Bantú promulgada como parte de la nueva legislación del apartheid que entró en vigor en 1957. Fue trasladado a Lusikisiki.  : 178 

## Reconocimiento internacional
Se informó que, a mediados de la década de 1960, Sethuntsa había acumulado una gran riqueza, con nueve casas y 16 granjas a su nombre.  La noticia de sus dones especiales llegó hasta los Estados Unidos, donde los afroamericanos le escribían en busca de amuletos y remedios que pudieran ayudarles a aliviar sus problemas de salud.

## Muerte
Sethuntsa murió en Durban a los 74 años debido a una insuficiencia cardíaca.